# Megaselia flammula
Megaselia flammula är en tvåvingeart som beskrevs av Schmitz 1928. Megaselia flammula ingår i släktet Megaselia och familjen puckelflugor. Arten är reproducerande i Sverige. Inga underarter finns listade i Catalogue of Life.